# 大杉廃寺
大杉廃寺（おおすぎはいじ）は岐阜県関市大杉に所在した奈良時代から平安時代の寺院跡である。
寺院の活動期間は8世紀から9世紀と考えられている。寺院跡は香林寺の境内地他に所在しており、遺構として基壇跡が見つかっているが、伽藍配置の全容は解明されていない。遺物としては素弁蓮華文軒丸瓦や平瓦が見つかっている。寺を建立した勢力については未詳。
昭和30年（1955年）に関市立旭ヶ丘中学校の生徒が布目瓦を発見したことで見いだされ、翌年と昭和50年（1975年）に関市教育委員会が発掘を行った。なお、瓦を発見した中学生は弥勒寺跡の発掘に携わっていたことから発見につながったという。